# Mika Aaltonen
Mika Aaltonen (* 16. November 1965 in Turku) ist ein ehemaliger finnischer Fußballspieler.
Der Mittelfeldspieler Aaltonen, dessen Karriere von 1982 bis 1994 dauerte, spielte in seiner Heimat Finnland sowie in Italien, Deutschland, der Schweiz und Israel. Zu seinen Erfolgen zählt die italienische Meisterschaft, die er 1989 mit Inter Mailand errang. Mit Hertha BSC gewann er 1990 die Meisterschaft der deutschen 2. Bundesliga.
Für die finnische Nationalmannschaft bestritt Aaltonen 18 Spiele und erzielte ein Tor.

## Erfolge
- 1988/89: Italienischer Meister (mit Inter Mailand)
- 1989/90: Meister der 2. Bundesliga (mit Hertha BSC)